# Вильгельм II (император Германии)
Вильге́льм II (Фри́дрих Вильге́льм Ви́ктор А́льберт Пру́сский, нем. Friedrich Wilhelm Victor Albert von Preußen; 27 января 1859, Дворец кронпринцев, Берлин — 4 июня 1941, Дорн (усадьба), Дорн, Нидерланды) — последний германский император (кайзер) и король Пруссии в 1888—1918 годы. Представитель династии Гогенцоллернов, старший сын Фридриха III и британской принцессы Виктории Саксен-Кобург-Готской.
Вильгельм родился во время правления своего двоюродного дедушки Фридриха Вильгельма IV Прусского и был сыном принца Фридриха Вильгельма и Виктории, королевской принцессы. По линии матери он был старшим из 42 внуков королевы Великобритании Виктории. В марте 1888 года отец Вильгельма, Фридрих Вильгельм, взошёл на немецкий и прусский престолы как Фридрих III. Фридрих умер всего 99 дней спустя, и его сын сменил его на посту как Вильгельм II.
В марте 1890 года молодой Вильгельм II уволил канцлера Отто фон Бисмарка и взял на себя прямой контроль над политикой своей страны, приняв воинственный «Новый курс», чтобы укрепить статус Германии как ведущей мировой державы. За время его правления Германская колониальная империя приобрела новые территории в Китае и Тихоокеанском регионе (такие как залив Цзяочжоу, Северные Марианские острова и Каролинские острова) и стала крупнейшим производителем Европы. Однако Вильгельм часто подрывал такой прогресс, делая бестактные и угрожающие заявления в адрес других стран, не посоветовавшись предварительно со своими министрами. Точно так же его режим сделал многое для отчуждения себя от других великих держав, начав масштабное наращивание военно-морского флота, оспаривая контроль Франции над Марокко и построив железную дорогу через Багдад, которая бросила вызов британскому доминированию в Персидском заливе. Ко второму десятилетию XX века Германия могла полагаться только на значительно более слабые страны, такие как Австро-Венгрия и приходящая в упадок Османская империя, в качестве союзников.
Несмотря на укрепление позиций Германии как великой державы за счет строительства мощного военно-морского флота и продвижения научных инноваций, бестактные публичные заявления и неустойчивая внешняя политика Вильгельма вызвали большое недовольство международного сообщества и, по мнению многих, существенно способствовали падению Германской империи. В 1914 году его дипломатическое балансирование на грани войны привело к тому, что Германия гарантировала военную поддержку Австро-Венгрии во время июльского кризиса, который вверг всю Европу в Первую мировую войну. Будучи лидером военного времени, Вильгельм оставил практически все решения, касающиеся стратегии и организации военных действий, Великому генеральному штабу немецкой армии.
К августу 1916 года такое широкое делегирование власти привело к фактической военной диктатуре, которая доминировала в политике страны до конца конфликта. Несмотря на заключение мира с Россией и получение значительных территориальных завоеваний в Восточной Европе, Германия была вынуждена отказаться от всех своих завоеваний после решительного поражения на Западном фронте осенью 1918 года. Потеряв поддержку вооруженных сил своей страны и многих своих подданных, Вильгельм был вынужден отречься от престола во время немецкой революции 1918—1919 годов, превратившей Германию в нестабильное демократическое государство, известное как Веймарская республика. Впоследствии Вильгельм бежал в изгнание в Нидерланды, где он оставался во время их оккупации нацистской Германией в 1940 году, а затем умер там в 1941 году. Эпоху правления Вильгельма II называют вильгельмовской.

## Детство и юность

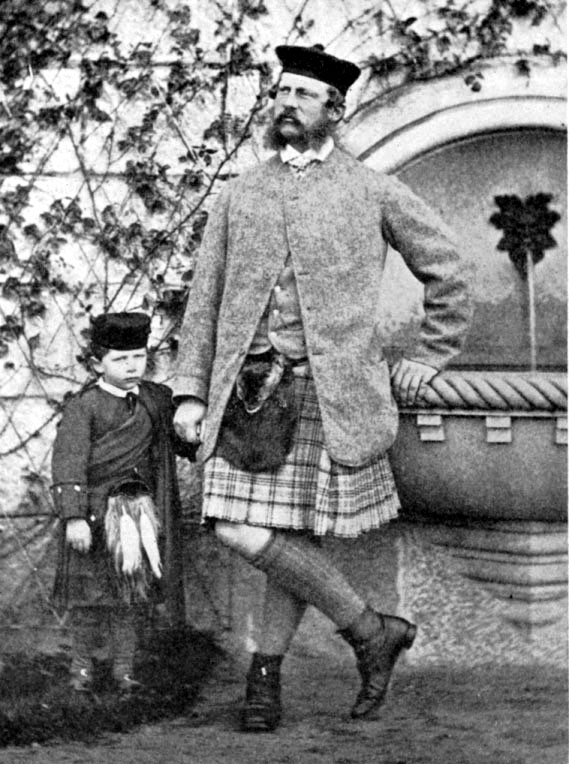
Вильгельм II в детстве с отцом. 1862 год

Принц Фридрих Вильгельм Виктор Альберт Прусский (нем. Friedrich Wilhelm Viktor Albert von Preußen) родился 27 января 1859 года в берлинском дворце наследного принца. Он был старшим из восьми детей Фридриха Вильгельма Прусского и принцессы Виктории, старшей дочери королевы Великобритании. Приходился двоюродным братом британскому королю Георгу V (Отец Георга был родным братом матери Вильгельма), а также российской императрице Александре Фёдоровне (их матери также были родными сёстрами).
Роды оказались очень тяжёлыми — принц родился со многими физическими недостатками, уже в раннем возрасте чуть не стоившими ему жизни — с повреждённой левой рукой (короче правой на 15 см); в будущем Вильгельм был вынужден скрывать этот физический недостаток, положив одну руку на другую или садясь под углом к фотоаппарату. Пытаясь исправить этот врождённый порок, лейб-медики полагали, что имеет место временный паралич руки вследствие механического сжатия при родах. Поэтому был назначен ежедневный душ из морской воды и регулярная электросудорожная терапия повреждённой конечности. Руку распрямляли и вытягивали при помощи специально сконструированной для этой цели «рукораспрямительной машины», здоровую правую руку привязывали к туловищу в надежде, что мальчик поневоле начнёт пользоваться левой. Кроме того, на протяжении ряда лет он был вынужден носить «машину для прямодержания головы» (из-за врождённой кривошеести), пока наконец родители и врачи не решились на операцию по рассечению шейной кивательной мышцы. Все эти действия, естественно, причиняли немало боли маленькому ребёнку, к тому же эффективность лечения была невысокой.

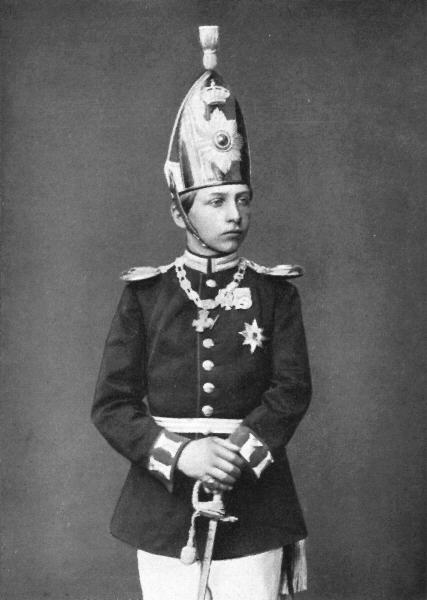
Пятнадцатилетний Вильгельм в униформе лейтенанта 1-го гвардейского пехотного полка

Однако Вильгельм с самого детства упорно боролся со своими врождёнными физическими недостатками, и к 18 годам ему удалось преодолеть последствия разрыва плечевого нерва (ещё одна родовая травма). Благодаря постоянной борьбе со своими врождёнными недостатками он сумел воспитать в себе огромную силу воли. Вместе с тем мальчик рос замкнутым, внутренне неуверенным в себе. Родители очень горевали по поводу физической неполноценности сына. Они решили компенсировать её излишней образованностью.
Начиная с 1866 года он находился на попечении педагога доктора Георга Эрнста Гинцпетера, кальвиниста по вероисповеданию. По его словам, юный принц представлял собой «необычайно крепкую и развитую индивидуальность, которая не поддавалась самым сильным внешним влияниям, на которую никакие авторитеты не действовали. Только благодаря развитому в нём чувству долга удалось подчинить его дисциплине».

В 1869 году принц получил чин лейтенанта 1-го гвардейского пехотного полка, в этом же году участвовал в своём первом параде. Когда Вильгельму исполнилось 15 лет, Виктория по совету Гинцпетера поставила над сыном «беспримерный эксперимент», отдав наследника прусского престола в открытую гимназию. В 1874—1877 годах будущий император учился в кассельской гимназии бок о бок с выходцами из бюргерских и крестьянских семей. Отдавая своего сына в эту гимназию, родители Вильгельма исходили из того принципа, что для будущего государя ничто не может быть пагубнее искусственного отчуждения от народа. Родители, по совету преподавателей, решили усилить принцу учебную нагрузку. Будущий император едва справлялся с огромным количеством уроков и домашних заданий. Принц вставал в пять утра и до занятий в гимназии, начинавшихся в семь, должен был час заниматься с Гинцпетером. Наряду с домашними занятиями Вильгельм получал уроки верховой езды, фехтования и рисования. Тяжёлый день, расписанный по минутам, заканчивался только в десять вечера. В январе 1877 года принц выдержал выпускной экзамен, получив аттестат с оценками «хорошо». 

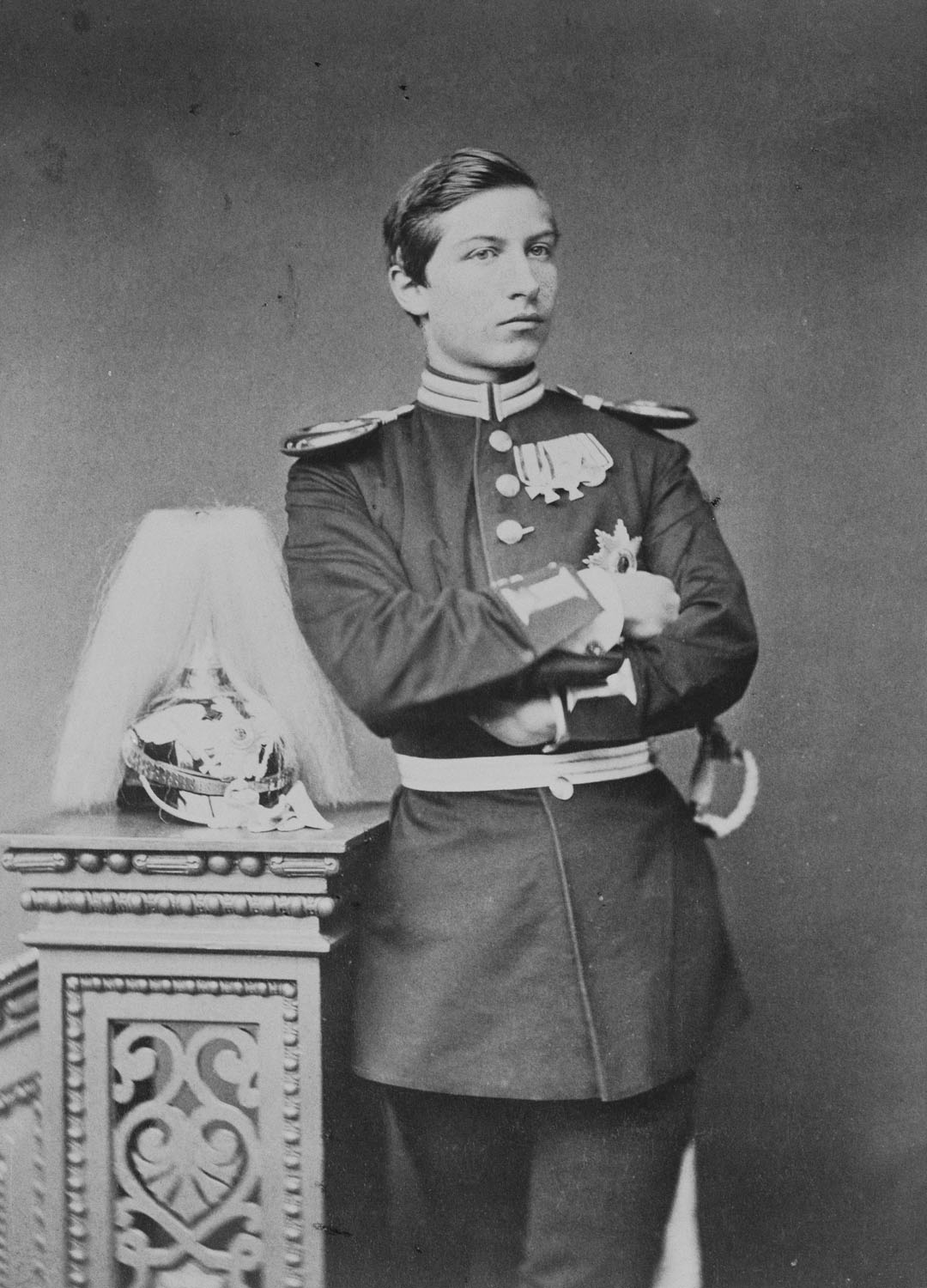
Восемнадцатилетний Вильгельм II

В январе 1873 года зачислен во второй гвардейский ландверный полк. С 1876 года — обер-лейтенант. По достижении 18-летия Вильгельм был призван (19.02.1877) на действительную военную службу в свой гвардейский полк, где находился в 6-й роте под начальством капитана фон Петерсдорфа (нем. von Petersdorff). В октябре того же года полюбившаяся Вильгельму военная служба была прервана, и он был снова отправлен за парту, в Боннский университет. Однако вскоре у принца обнаружилось хроническое инфекционное заболевание правого уха, которое вскоре было излечено, и Вильгельм смог вернуться к учёбе.
В университете он изучал государственное и международное право, экономику, философию, историю искусства, германистику, археологию, всеобщую историю, физику и химию. Нагрузка здесь была существенно ниже. О своих студенческих годах кайзер вспоминал как о «самых счастливых годах своей жизни». Здесь же и проявился его истинный вольнолюбивый характер. Родители в одном из своих писем писали ему: «…надеемся, что ты не очень часто шатаешься по пивным, и не слишком много куришь…», напоминая ему таким образом о его призвании и обязанностях. Вильгельм-студент был одним из тех, кому праздная юность была наградой за тяжёлое и безрадостное детство.
После окончания университета в Бонне в 1879 году Вильгельм вернулся к военной службе, которую он проходил в Потсдаме. 22 марта 1880 года получил чин капитана.
В 1879 году принц Вильгельм оказался вовлечён в интригу, затеянную против него его любовницей Эмили Клопп (была старше Вильгельма на 15 лет). Принц подарил любовнице свою фотографию с подписью и написал ей несколько компрометирующих его записок. Клопп, в свою очередь, пригрозила Вильгельму публикацией этих писем в том случае, если ей не будет уплачена определённая сумма денег. Эта публикация могла серьёзно пошатнуть авторитет прусской короны, поэтому при посредничестве Вильгельма и Герберта Бисмарков ей было выплачено 25 тыс. марок. Тем не менее, Клопп продолжала шантажировать двор вплоть до своей смерти в 1893 году.
В 1881 году он женился на Августе Виктории, дочери изгнанного в Пруссию герцога Шлезвиг-Голштейнского, чьи права на владение Шлезвигом отстаивала германская дипломатия. В июне 1885 года Вильгельм стал полковником гусарского полка, а ещё через 3 года был произведён в бригадные генерал-майоры. В 1886 году совершил свою первую поездку в Россию, в ходе которой он вручил будущему императору Николаю II орден Чёрного орла.
Вступил на престол в 29 лет, когда в год трёх императоров умерли его дед Вильгельм I и отец Фридрих III.

## Вступление на трон

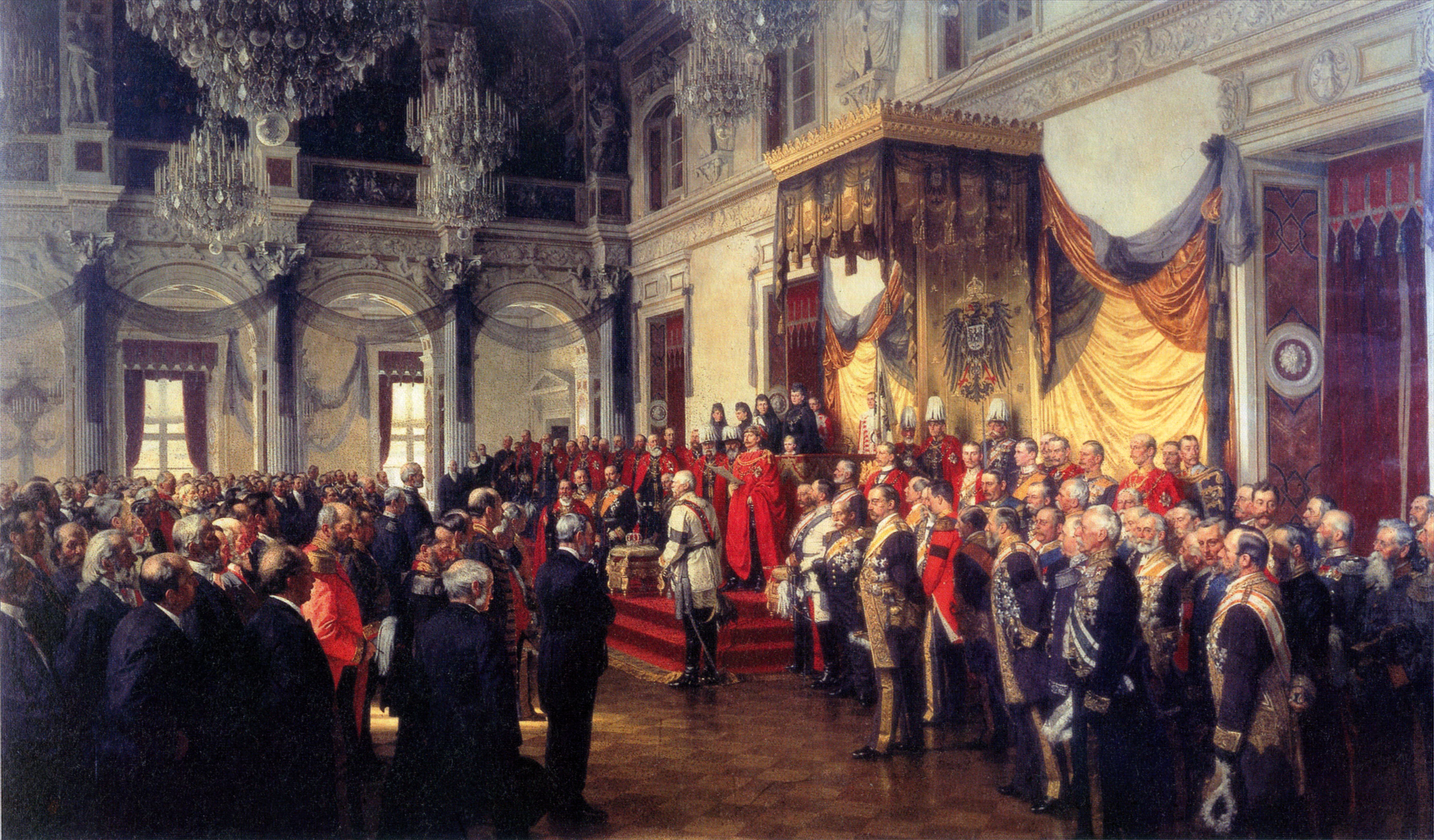
Открытие Рейхстага Германии в Белом зале Берлинского дворца 25 июня 1888 года. Картина Антона фон Вернера (1893)

После смерти своего отца, царствовавшего лишь три месяца, Вильгельм вступил на престол 15 июня 1888 года. Первым его манифестом было горячее воззвание к армии и флоту, в котором он указал на свою тесную неразрывную связь с войском, на военную славу своих предков, на незабвенный образ своего деда как полководца, и на свою решимость поддержать честь и славу армии.
Как бы дополнением к этому манифесту послужила империалистическая речь, произнесённая им 16 августа того же года при открытии памятника принцу Фридриху-Карлу во Франкфурте-на-Одере, в которой он заявил, что «лучше положить на месте все 18 корпусов немецкой армии и 42 миллиона немецкого народа, чем отказаться от какой-либо части территориальных приобретений Германии».
Внимание молодого императора обратили на себя прежде всего внешние дела. Чтобы упрочить связь с дружественными и союзными державами, он стал объезжать европейские дворы и вступать в личные отношения с монархами великих и малых государств. Он неоднократно посещал Россию (в июле 1888 и в августе 1890 года), Швецию, Австрию, Италию и Англию, где был возведён королевой Викторией в звание почётного адмирала английского флота, которым весьма гордился. Вильгельм побывал также в Дании, Голландии, Стамбуле и, наконец, в Афинах, где присутствовал на бракосочетании своей сестры с греческим наследным принцем.

## На престоле

### Внешняя политика

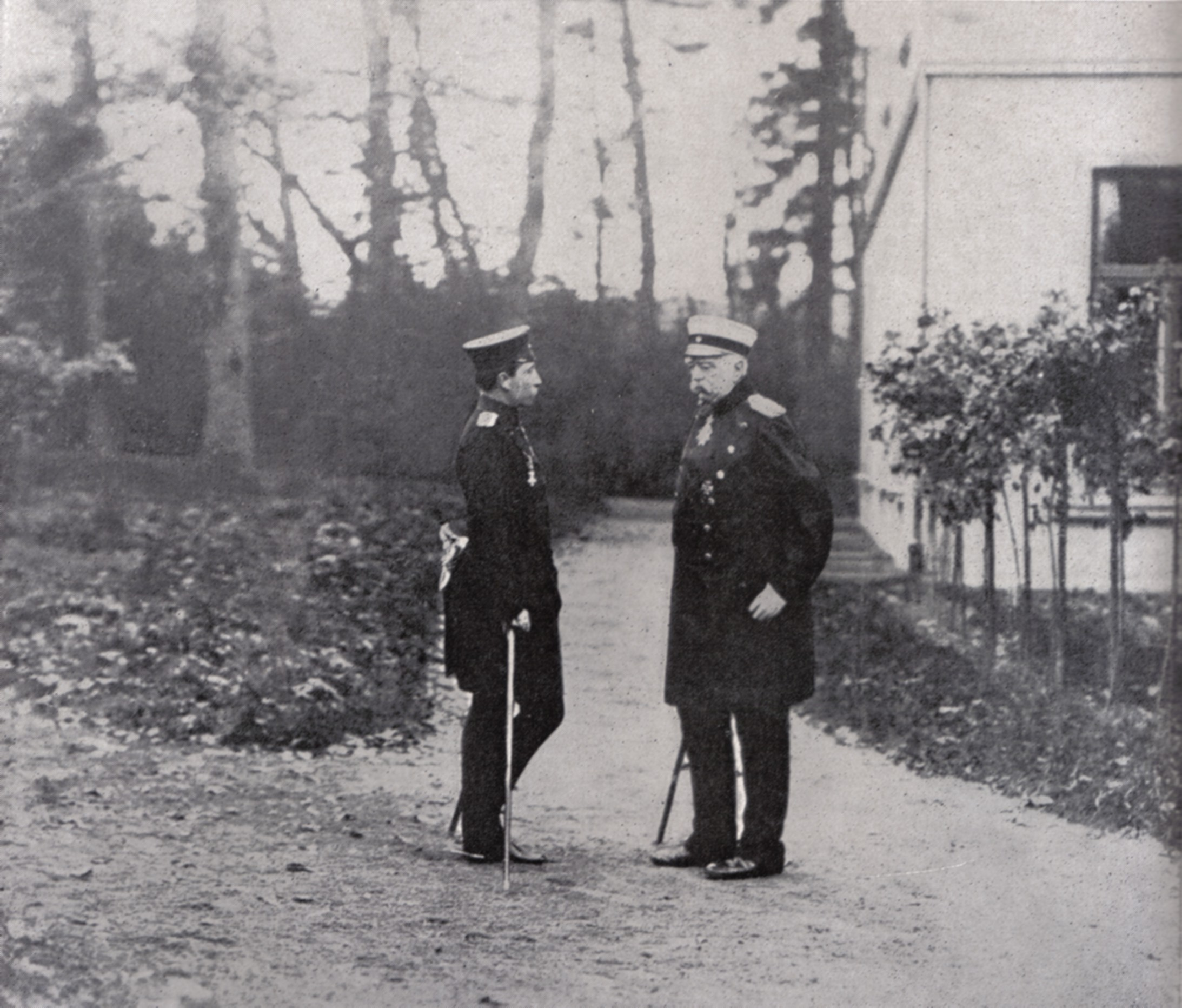
Вильгельм II и князь Отто фон Бисмарк в 1888 году.

Вильгельм II больше всего известен активным внешнеполитическим курсом Германии. Внешняя политика Германии в первые два года царствования императора была сильно ограничена личным влиянием Бисмарка. Наиболее ярко это выразилось в так называемом деле Вольгемута — конфликте, который возник в апреле 1889 года в связи с арестом в Швейцарии германского полицейского чиновника. Бисмарк был готов приступить к пересмотру вопроса о положении Швейцарии среди европейских держав, однако по личной инициативе Вильгельма конфликт был улажен, и вскоре был заключён новый договор Германии со Швейцарией, в котором были удовлетворены все швейцарские требования. Столь же успешно был разрешён спор между Германией, Англией и Соединёнными Штатами из-за протектората над островами Самоа в Тихом океане.
Из-за обострившихся противоречий с канцлером 20 марта 1890 года Вильгельм принял отставку Бисмарка. 

Самовлюблённый, суетливый, любитель театральных поз и напыщенных речей, всегда стремившийся играть эффектную роль, молодой кайзер скоро поссорился с властным стариком-канцлером, который не терпел вмешательства в свою политику. Между канцлером и кайзером имелись серьёзные разногласия по вопросу об отношении к России. <…> Бисмарк, как всегда, считал войну против России гибельной.
— История дипломатии, Отставка Бисмарка
Новым канцлером кайзер назначил генерала Каприви, после чего внешняя политика Германии стала более сдержанной, кайзер стал уделять больше внимания вопросам внутренним. Прямое соглашение с Англией устранило причину пререканий, возбуждённых колониальной политикой князя Бисмарка. В 1890 году произошло важное событие — Германии был возвращён остров Гельголанд, принадлежавший с 1807 года англичанам. Остров был обменян Германией на Занзибар, и Гельголанд снова стал принадлежать Германии. Однако новое приобретение было негативно оценено в бисмарковской прессе, поэтому германский народ не смог в должной мере оценить поступок кайзера. Таким образом новый император продемонстрировал свои дипломатические способности, кратковременно разрядил напряжённость вокруг колониальных вопросов.

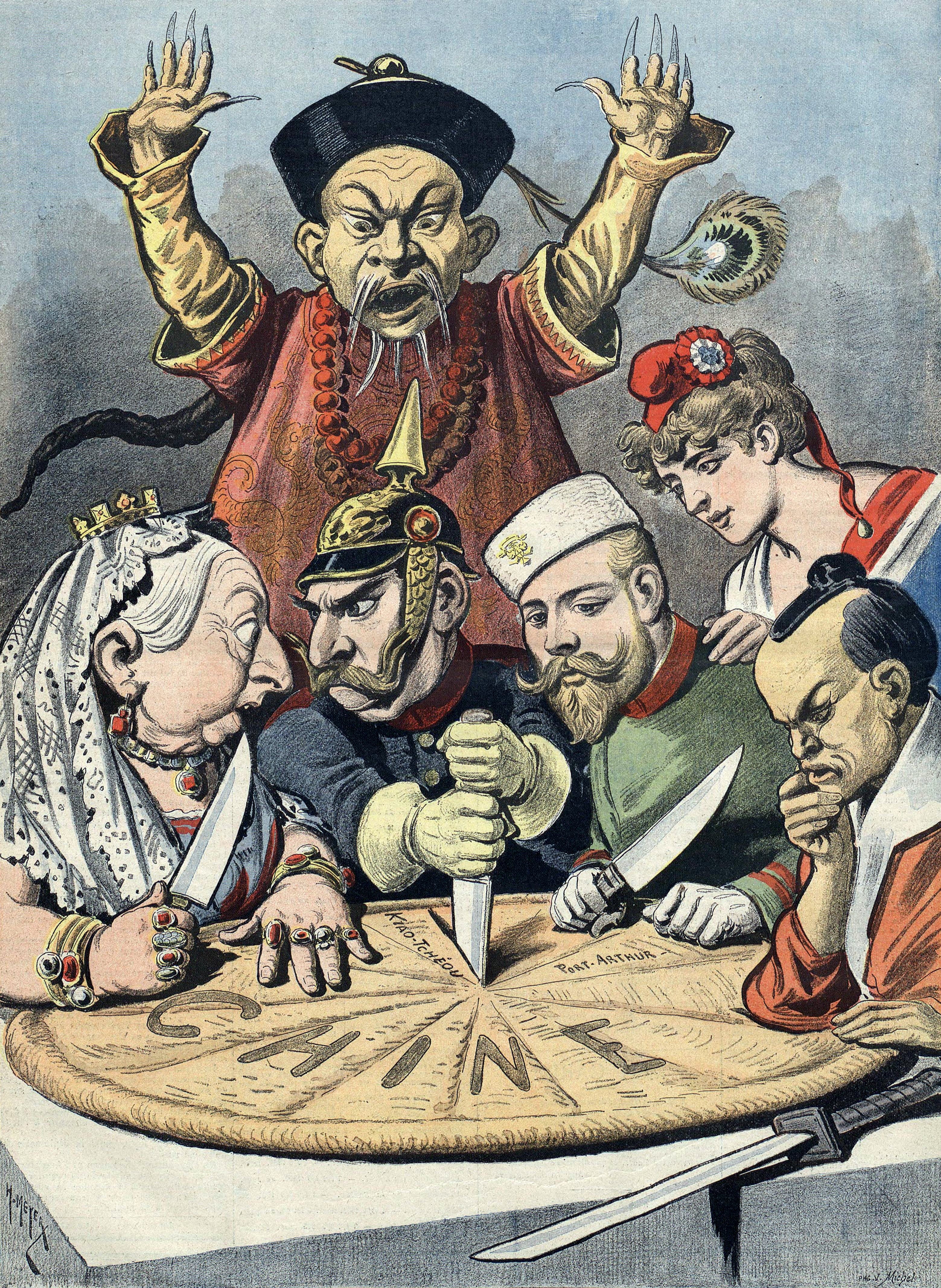
Вильгельм II (в пикельхельме) на французской карикатуре «Раздел Китая европейскими державами и Японией» 1890-х

Следуя вековым традициям Гогенцоллернов, Вильгельм особо заботился вопросами и проблемами германской армии. Вильгельм потребовал от рейхстага увеличения состава армии на 18 000 человек и увеличения военного бюджета на 18 млн марок. Именно при Вильгельме II германская армия вышла на первое место в Европе как по численности, так и по уровню подготовки.
В то же время император подготавливал почву для мирных отношений с Францией в области научных, социальных и художественных интересов. В начале 1891 года мать и сестра императора отправились в Париж, чтобы привлечь французских живописцев к участию в предстоявшей художественной выставке в Берлине. Это было первое посещение Франции членами фамилии Гогенцоллернов со времени событий 1870—1871 годов. Однако этот жест был проигнорирован французами, и отношения этих стран остались в том же тупике, в каком они и были.
Внешняя политика Германии всё так же зиждилась на основе, заложенной Вильгельмом I и Бисмарком, — на Тройственном союзе. Этот политический союз император стремился упрочить экономическими связями, для чего в ноябре 1891 года были заключены торговые договоры между Германией, Италией и Австро-Венгрией. К тому же таможенному союзу привлечены Швейцария и Бельгия. Основанные на взаимных уступках в сфере международной тарифной политики, эти договоры должны были обеспечить по крайней мере на 12 лет правильные и прочные отношения по международной торговле. Именно в это время германская промышленность получила наибольшее своё развитие.
Император являлся инициатором геноцида племён гереро и нама.
В самом начале XX века была осознана острая необходимость морской защиты колоний. Строительство германского флота, по мощи не уступающего английскому, было крайне болезненно воспринято в Лондоне и привело к развернувшейся в начале XX века гонке морских вооружений. Первый морской закон от 28 марта 1898 года не сразу, но постепенно был осознан как вызов, брошенный Вильгельмом английскому господству на морях. Стремление кайзера создать военно-морской флот долгое время также считалось одной из причин мировой войны. Британии не нужен был сильный и опасный германский флот.
Растущие противоречия между европейскими державами привели, несмотря на тёплые личные и родственные отношения Вильгельма с монархами Великобритании и России, к Первой мировой войне.
Германия была вынуждена вести войну на два фронта, в результате чего экономическое положение в тылу резко ухудшилось, что способствовало росту революционных настроений и брожений среди низших сословий. Поражение в войне (ноябрь 1918) было синхронно с революцией в Германии, после которой Вильгельм отрёкся и покинул страну, поселившись в нейтральных Нидерландах.

### Внутренняя политика

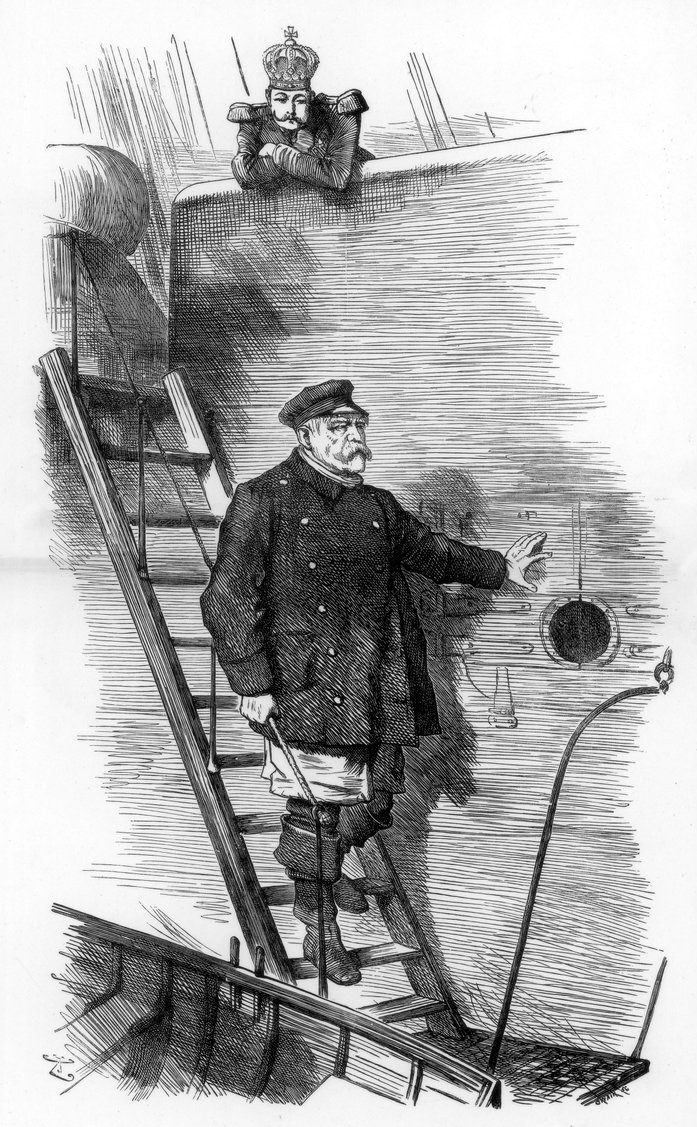
Отставка Бисмарка. Бисмарк сходит с корабля «Германия» под наблюдением кайзера Вильгельма II. Карикатура из журнала «Панч»

Взойдя на престол, кайзер в первую очередь обратил внимание на то, что режим Бисмарка, имевшего практически неограниченную власть, постепенно стал реакционным. Запрет социал-демократической партии, подкуп газет, борьба с католической церковью — всё это и многое другое начало негативно сказываться на состоянии общества в Германии. Вспыхнувшие в 1889 году беспорядки среди шахтёров князь открыто предлагал подавить с помощью войск. Кроме того, Вильгельма весьма стеснял в решениях властный характер канцлера. Эти разногласия привели к тому, что Бисмарк оставил свой пост.
За долгие годы (1862—1890 гг.) пребывания на посту канцлера Бисмарк создал подвластный только ему бюрократический аппарат. Для вхождения в этот круг надо было быть либо родственником князя, либо его старым знакомым, и проявлять при этом постоянную лояльность и оказывать ему поддержку. Вышло так, что этот бюрократический аппарат после ухода Бисмарка (его сын Герберт подал в отставку с поста министра иностранных дел в тот же день) оказался практически неуправляемым. Для чиновников князь Бисмарк был непререкаемым авторитетом. Как только у власти оказался «чужой», они стали чинить всевозможные препятствия на пути нового канцлера.
В своих воспоминаниях кайзер писал, что «… преемника …с самого начала ожидали тяжелые жертвы без надежды на признание. Его считали бы узурпатором на неподобающем месте, которое он не способен занять. Критика, критика, и ещё раз критика, как и вражда со стороны всех приверженцев князя, — вот на что мог рассчитывать новый канцлер. Сильное течение должно было противодействовать ему; не меньшего противодействия следовало ожидать и от самого старого князя».
29 марта 1890 года Каприви отменил закон против социал-демократии. С одной стороны, удовлетворялись интересы буржуазии, а с другой стороны, началась «тридцатилетняя война» между социал-демократами и консервативными партиями, что служило очагом нестабильности в Рейхстаге, при этом кайзер вынужден был выступать посредником в их отношениях. В первые дни назначения Каприви был принят ряд весьма неоднозначных законов и политических решений, кратковременно поставивших Германию в неудобное экономическое и политическое положение (что впоследствии вызывало полярные оценки в обществе): отмена бисмарковского Вельфского фонда (хотя, с точки зрения морали, решение об упразднении фонда, созданного для подкупа прессы, было правильным), отмена паспортных ограничений на границе с Францией (из-за чего открылось оперативное поле деятельности для французской разведки, но что очень способствовало проникновению германских товаров на французский рынок), снижение на 30 % торговых пошлин на импортное зерно (что очень сказалось на состоянии немецкого сельского хозяйства, но позволило в значительной степени снизить цены на хлеб).

### Социальная политика

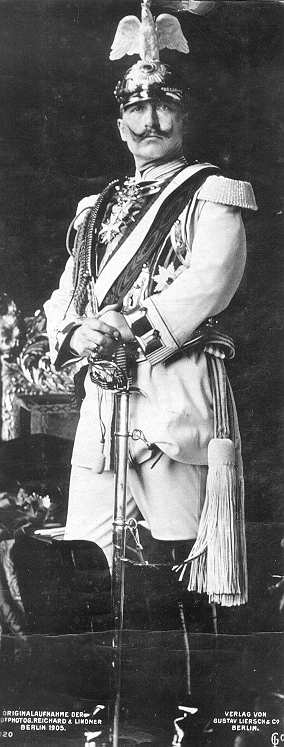
Император Вильгельм II

Уже в своих первых двух тронных речах, а именно в обращении к имперскому сейму 25 июня 1888 года и к прусским палатам 27 июня, он изложил свою политическую программу. В обращении к прусским палатам император обещал «верно и добросовестно уважать законы и права народного представительства», оказывать защиту всем религиозным исповеданиям, и помнить слова Фридриха Великого, что в Пруссии «король — первый слуга государства». В речи к имперскому сейму император заявил, что при помощи имперского законодательства он будет стараться «доставить трудящемуся населению ту защиту, которую можно оказать, согласно учению христианской морали, слабым и бедствующим в борьбе за существование» и этим путём «приблизиться к разрешению нездоровых общественных контрастов». 24 мая 1889 года рейхстагом был принят закон о страховании рабочих от нужды в старости и во время неспособности к работе, хотя при обсуждении этого закона он подвергся резким нападкам как недостаточно достигающий цели. Изданием его была почти исчерпана программа социальной реформы в том смысле, как её понимал князь Бисмарк, для которого рабочий вопрос составлял, в сущности, только средство прикрепить рабочий класс к правительству посредством страховых и иных учреждений, сосредоточенных в руках администрации. Таких мыслей не было видно в действиях кайзера, которые запечатлены чем-то свежим и новым, а именно простым человеческим отношением к трудящимся народным массам. Это особенно проявилось в двух знаменитых рескриптах от 4 февраля 1890 года. На основании одного из них прусский государственный совет под личным председательством короля и при участии особо назначенных экспертов из среды крупных промышленников и представителей рабочих классов в целом ряде заседаний занимался (в феврале 1890 года) разработкой материала для законопроектов, направленных «к охране работников от произвольной и неограниченной эксплуатации рабочих сил».
В правление Вильгельма II произошёл отказ от линии Бисмарка на подавление социализма; законы Бисмарка против социалистов (1878—1890, Sozialistengesetz) перестали выполняться, наметилось некоторое сближение власти с умеренными социал-демократами.
Другим рескриптом вопрос об охране труда рабочих поставлен на почву международных соглашений (первый официальный шаг в этом направлении сделан был Швейцарией, охотно уступившей Германии честь осуществления своего проекта); этим путём должно быть достигнуто единство трудового законодательства в главных промышленных государствах Западной Европы, для того чтобы меры по охране рабочих, принятые в одном государстве, не уменьшали его ресурсов в борьбе за преобладание на всемирном рынке. Представители Англии, Франции, Италии и Швейцарии были приглашены в Берлин на конференцию, которая состоялась в марте 1890 года, под председательством прусского министра торговли фон Берлепша. На этой конференции, в которой представитель Франции Жюль Симон усмотрел «начало новой социальной эры», были рассмотрены вопросы о работе женщин, детей и подростков, о ночной и воскресной работе, об ограничении рабочего дня для взрослых, о недопущении замужних женщин к работе ранее истечения известного времени после разрешения от бремени, о недопущении детей на фабрику, пока они не прошли школы, об обязательности первоначального обучения. Приведение своих резолюций в исполнение конференция предоставила законодательству каждого государства в отдельности и при этом выразила пожелание, чтобы в видах единства этих законодательств и впредь созывались международные совещания. Во исполнение резолюций конференции германским правительством внесён был в рейхстаг закон об охране рабочих в виде изменения некоторых статей промышленного устава.
Другие отрасли внутреннего управления обращают на себя внимание Вильгельма. Так, при нём сделаны уже значительные шаги к реорганизации податной системы Пруссии с привлечением зажиточных и богатых классов к более серьёзному участию в платеже государственных сборов и с уменьшением податного бремени, лежащего на низших слоях населения. Кайзер говорил: «Je veux être un roi des gueux» («Хочу быть королём бедных»). Таким образом был принят прогрессивный подоходный налог (процентная ставка растёт с ростом доходов), что способствовало обогащению определённого слоя жителей. В Пруссии была проведена новая организация сельского самоуправления, причём были уничтожены привилегии крупных землевладельцев, и в местную хозяйственную жизнь крестьянства было внесено свободное выборное начало. Наконец, германским императором был поднят вопрос о коренном преобразовании школьного дела. Император требовал от школы, чтобы она была продолжением семьи, чтобы она имела в виду не одно только обучение, но и также воспитание ребёнка, и притом во всех отношениях: физическом, нравственном и умственном. Педагогические воззрения германского императора были изложены им в речи, произнесённой 2 декабря 1890 года, и более подробно развиты в сочинении близкого ему человека, Гюссфельдта (P. Güssfeldt, «Die Erziehung der deutschen Jugend», Берлин, 1890). Эта книга была впоследствии переведена на французский язык: A. Herzen, «Vellé ités pédagogiques d’un empereur» (Лозанна, 1890).

### Июль 1914

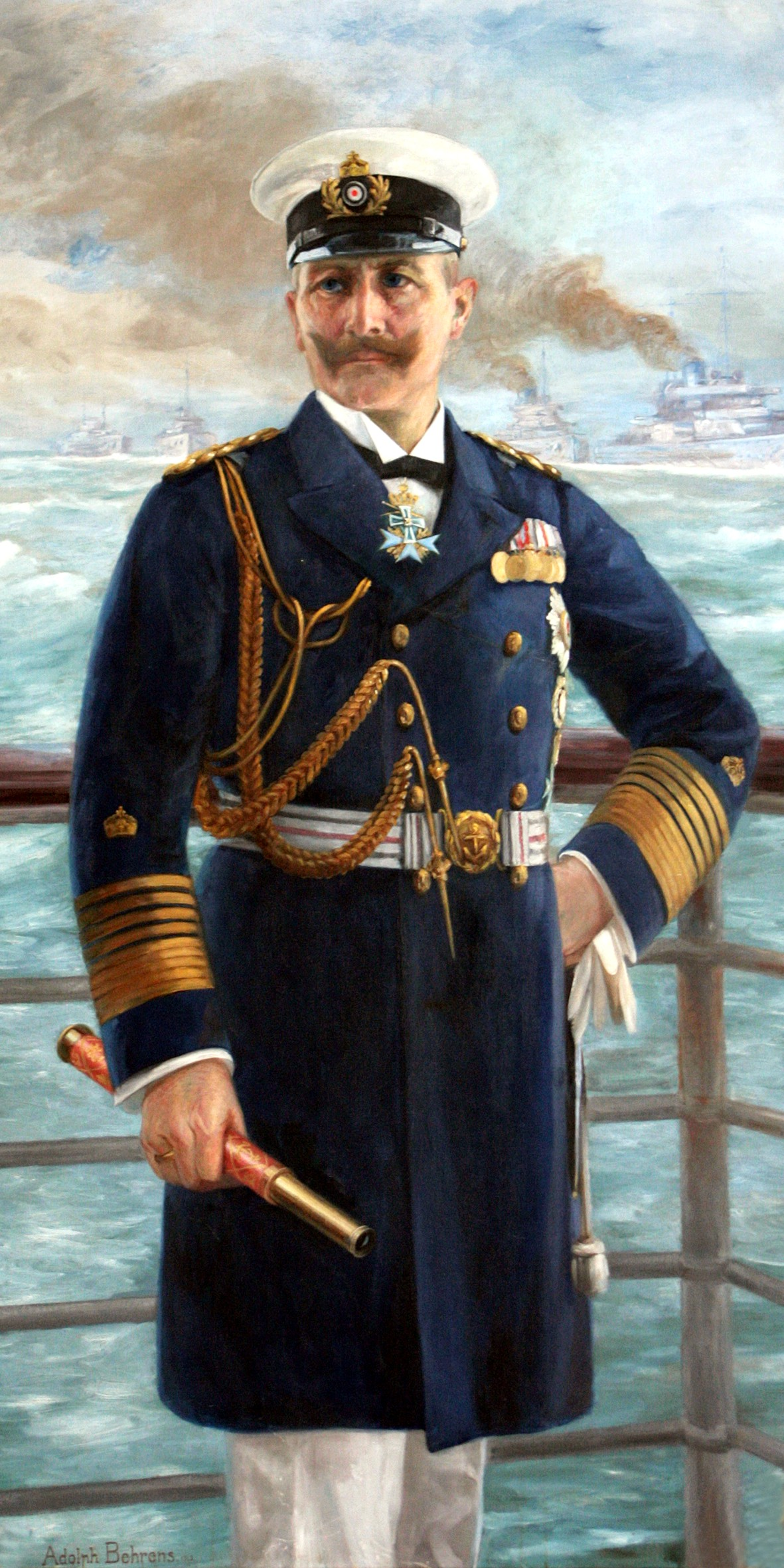
Вильгельм II — гроссадмирал Германского флота. Картина Адольфа Беренса, 1913

Последовательность событий, непосредственно приведшая к началу войны началась 28 июня 1914 года с убийства в Сараеве эрцгерцога Австро-Венгрии Франца Фердинанда и его морганатической супруги чешки Софии Хотек.
5 июля Вильгельм II на конфиденциальной встрече с австрийским послом в Берлине, Ладислаусом Сегеньи, заверил его, что Австро-Венгрия может «рассчитывать на полную поддержку Германии» в австро-сербском конфликте.
23 июля Австро-Венгрия предъявила Сербии ультиматум с большим перечнем требований. В Российской империи ультиматум был воспринят как покушение на суверенитет союзника, и 25 июля принято решение о подготовке мобилизации. Ответ Сербии, тоже 25 июля, на ультиматум был уклончив, но Вильгельм II расценил его как возможное решение конфликта, несмотря на то, что Австро-Венгрия 28 числа объявила войну Сербии: Вильгельм II рекомендовал Австро-Венгрии ограничить масштаб вторжения и начать переговоры с Сербией в условиях оккупации части Сербии (в частности, Белграда).
Утром 29 июля Николай II подписал приказ об общей мобилизации, но под влиянием телеграмм Вильгельма II временно не стал вводить его в действие. При этом фактически мобилизация уже началась. Вечером этого дня Николай II отправил Вильгельму II телеграмму с предложением «передать австро-сербский вопрос на Гаагскую конференцию» (в международный третейский суд в Гааге).

В ночь на 30 июля, когда вручили документ, в котором говорилось, что Россия не отменит свою мобилизацию, Вильгельм написал длинный комментарий, содержащий следующие замечания:
… У меня больше нет сомнений в том, что Англия, Россия и Франция договорились между собой — зная, что наши договорные обязательства вынуждают нас поддерживать Австрию — использовать австро-сербский конфликт в качестве предлога для ведения войны против нас с уничтожением … Наша дилемма, заключающаяся в том, чтобы сохранять веру в старого и благородного Императора, была использована для создания ситуации, которая дает Англии оправдание, которое она пытается уничтожить, с ложным проявлением справедливости под предлогом того, что она помогает Франции и поддерживает Францию. Хорошо известный баланс сил в Европе, то есть отыгрывание всех европейских государств ради своей выгоды против нас.
Некоторые британские авторы утверждают, что Вильгельм II заявил: «Безжалостность и слабость начнут самую страшную войну в мире, цель которой состоит в том, чтобы уничтожить Германию. Поскольку больше не может быть никаких сомнений, Англия, Франция и Россия сговорились вместе вести войну уничтожения против нас».
Также сообщается, что Вильгельм сказал: «Думаю, что Джордж и Никки должны были обмануть меня! Если моя бабушка была бы жива, она бы никогда этого не допустила».
Начало мобилизации в России привело к тому, что начался отсчёт времени в течение которого у Германии было преимущество: после развёртывания войск России (на которое по расчётам требовалось два месяца) Германия окажется вынужденной вести войну на два фронта.
31 июля Германия предъявила России ультиматум с требованием остановить мобилизацию, в противном предполагалось объявить войну, что и произошло 1 августа. 3 августа была объявлена война Франции, а 4 августа, так как Германия отказалась подтвердить нейтралитет Бельгии, войну Германии объявила Британия.
Когда стало ясно, что Германия столкнется с войной на двух фронтах, и что Британия вступает в войну, Вильгельм попытался перенаправить основной удар по России. Когда Хельмут фон Мольтке (младший) который выбрал старый план 1905 года, разработанный генералом фон Шлиффеном сказал ему, что это невозможно, Вильгельм сказал: «Ваш дядя дал бы мне другой ответ!»

### Первая мировая война

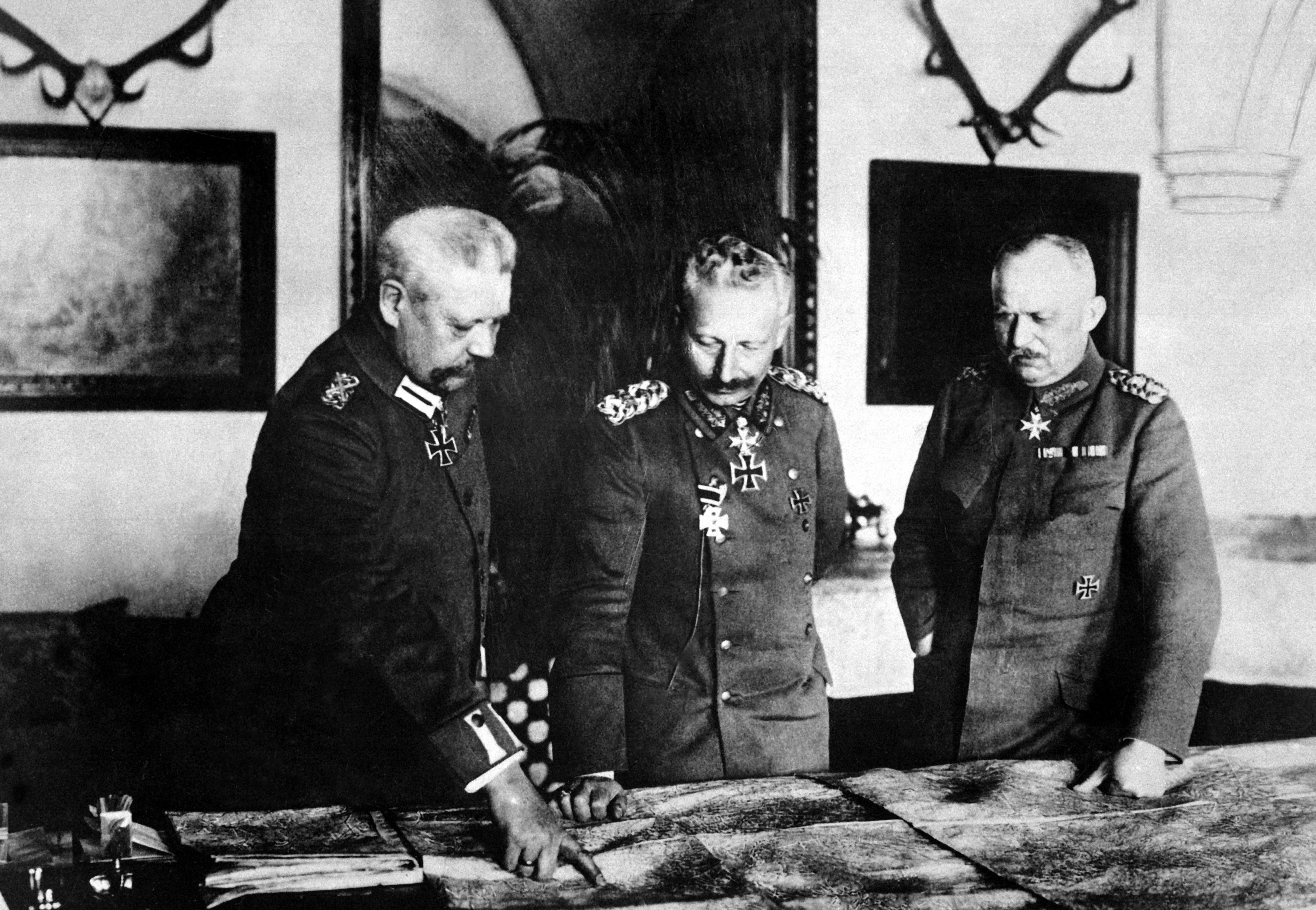
Генерал-фельдмаршал Пауль фон Гинденбург, кайзер Вильгельм II и первый генерал-квартирмейстер Эрих Людендорф в Ставке верховного главнокомандования в январе 1917 года.

Вильгельм II был решительным сторонником военной политики, проводимой в 1914—1918 годах. После покушения на эрцгерцога Франца Фердинанда в июне 1914 года он гарантировал Австро-Венгрии всяческую помощь со стороны Германии в борьбе с «сербским варварством». Во время известного выступления в Рейхстаге в августе 1914 года Вильгельм II утверждал: «С сегодняшнего дня я не знаю политические партии, я знаю только граждан Германии». Политику кайзера единодушно поддержали все депутатские фракции Рейхстага, в том числе и критически относившимися к войне до этого момента СДПГ и Партия Центра.
В ходе войны, большую часть которой Вильгельм провёл в Верховной ставке немецких войск в Плесе (Силезия), он стал постепенно терять контроль над военными действиями, фактические решения по всем наиболее важным операциям принимали генералы Пауль фон Гинденбург и Эрих Людендорф. C 1915 года Вильгельм был фактически отстранён от военного командования.
Тем не менее видимость влиятельности он производить пытался. 29 июля 1917 года Вильгельм посетил на собственном поезде театр военных действий неподалёку от города Сморгонь, чтобы высказать благодарность солдатам и офицерам, принимавшим участие в оборонительных боях с 19 по 26 июля на позициях Сморгонь-Крево и отбившим атаку русских войск во время Кревской операции. Авторитет кайзера сильно пошатнулся в октябре-ноябре 1918 года, когда президент США Вудро Вильсон заявил, что Вильгельм не может быть участником мирных переговоров. В том же году Вильгельм переболел испанкой.

### Провозглашение республики и бегство
Уже после объявления 5 октября 1918 года со стороны германских властей о принятии четырнадцати пунктов президента США Вильсона как основы мирных переговоров, война со стороны Германии утратила смысл. Единственный пункт, который отвергала немецкая сторона — требование о смене политической власти в Германии. В режиме буквально экспромта рейхстаг принял все соответствующие законы, ограничивающие власть монархии. Однако, союзники указывали, что этого недостаточно, пока у власти будут находиться люди, начавшие войну и требовали самое первое — отречение Вильгельма II. Но тот старался тянуть время. Это привело к затягиванию военных действий и новым жертвам. Прямую ответственность за это несёт император Вильгельм, отказывавшийся пойти на отречение.
В обстановке усиливающегося развала сухопутного фронта военное командование Германии решило улучшить свои переговорные позиции за счет успешного морского сражения и начало сосредоточение военных кораблей для операции в Северном море. Это послужило последним толчком к революции.

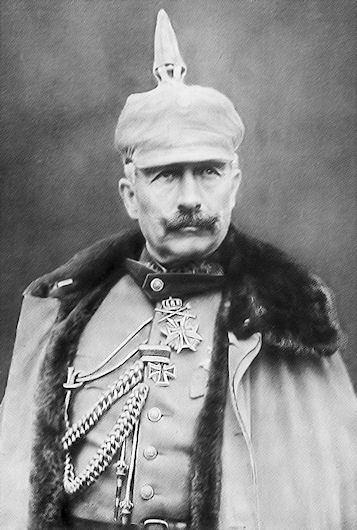
Кайзер Вильгельм II в полевой форме в годы Первой мировой войны

Ноябрьская революция в Берлине и других городах Германии застала императора врасплох во время пребывания в штабе императорской армии в Спа (Бельгия). Переход на сторону революционеров его любимого военно-морского флота глубоко потряс его. После начала революции император пытался организовать вооружённое подавление беспорядков силами армии. На тот момент он был убеждён, что даже если он сложит императорскую корону, то сумеет сохранить титул короля Пруссии. Никакая политическая сила Германии даже не стала рассматривать такой вариант. Но 9 ноября в условиях надвигающейся революционной анархии для сохранения хоть какого-нибудь порядка канцлер Макс Баденский, не предупредив кайзера и не получив его согласия, объявил об отречении Вильгельма II от обоих престолов. Спустя несколько часов сам Макс Баденский был вынужден уйти в отставку, осознав, что реальный контроль над ситуацией может осуществлять только лидер СДПГ Фридрих Эберт. Вильгельм согласился на отречение только после того, как генерал-квартирмейстер Вильгельм Грёнер проинформировал императора о том, что солдаты вернутся под контроль властей только под командованием Пауля фон Гинденбурга, но они будут определённо против того, чтобы вернуть Вильгельму трон. Монархия лишилась своей последней и самой надёжной поддержки — армии. В этих условиях даже такой убеждённый монархист как Гинденбург, был вынужден советовать императору отказаться от короны.
На следующий день, 10 ноября бывший император пересёк границу Нидерландов, где нашёл себе последний приют в изгнании. 28 ноября Вильгельм подписал официальный акт об отречении от обоих престолов, объявив: «Я отказываюсь навсегда от прав на корону Пруссии и вместе с ним от права на германскую императорскую корону». При этом Вильгельм освободил своих офицеров от обязанности исполнять данную ему когда-то присягу.
После разработки и утверждения текста Версальского договора в начале 1919 года, статья 227 прямо предусматривала выдачу Вильгельма II как главного военного преступника для осуждения его в нарушении мира и покоя в Европе. Но королева Вильгельмина отказалась выполнить требования союзников о выдаче бывшего немецкого императора.
Сначала Вильгельм поселился в Амеронгене, затем 16 августа 1919 года он приобрёл небольшой замок в Дорне. Именно этот замок стал последним приютом императора Вильгельма.
Правительство Веймарской республики позволило экс-императору вывезти в Голландию 23 вагона мебели, а также 27 различных контейнеров с вещами, в том числе автомобиль и лодку из Нового дворца в Потсдаме.

## После отречения

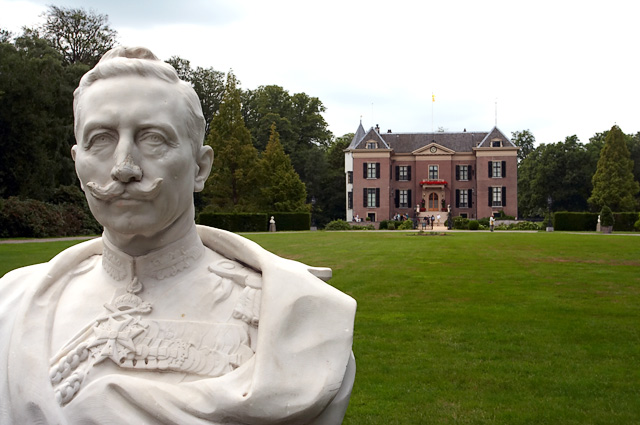
Дворец Дорн — резиденция Вильгельма II в изгнании (1918—1941)

Согласно Версальскому мирному договору 1919 года, Вильгельм был объявлен военным преступником и главным виновником мировой войны, поэтому он должен был нести ответственность перед судом международного трибунала. Но правительство Нидерландов отказалось его выдать, а державы Антанты хоть и не настаивали на выдаче, но обвиняли бывшего германского кайзера, как говорилось в тексте договора, «в высшем оскорблении международной морали и священной силы договоров».
Георг V писал, что считает своего двоюродного брата «величайшим преступником в истории», но выступил против предложения премьер-министра Дэвида Ллойда Джорджа «повесить кайзера».
Президент Соединённых Штатов Вудро Вильсон выступил против экстрадиции, заявив, что судебное преследование Вильгельма приведет к дестабилизации международного порядка и потере мира.

Сообщалось, однако, что в Британии было мало рвения к судебному преследованию. 1 января 1920 года в официальных кругах Лондона было заявлено, что Великобритания «приветствует отказ Голландии доставить бывшего кайзера в суд», и намекнули, что это было передано голландскому правительству по дипломатическим каналам.

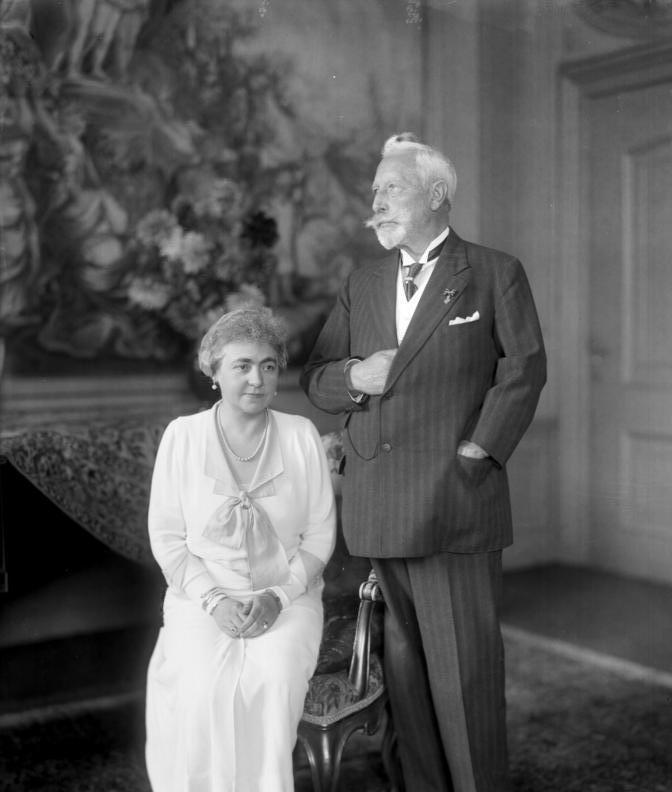
Вильгельм со второй женой Герминой Рейсс-Грейцской, 1933

В апреле 1921 года в возрасте 62 лет умерла супруга Вильгельма Августа Виктория. 5 ноября 1922 года 63-летний Вильгельм женился на 34-летней принцессе Гермине Рейсс-Грейцской. Столь скороспелый новый брак был оценён прусской аристократией и родственниками бывшего императора весьма негативно. До конца своих дней Вильгельм безвыездно прожил в Нидерландах. За это время он создал ряд историко-культуроведческих работ, при его имении был основан клуб теологических исследований. В 1922 году Вильгельм опубликовал первый том своих мемуаров, в котором доказывал, что он невиновен в развязывании Великой войны, и развивал Германию на протяжении всего своего правления, особенно в вопросах внешней политики. В 1920-х годах активно переписывался с фельдмаршалом Паулем фон Гинденбургом, с которым у него были дружеские отношения. Он приветствовал приход фельдмаршала к власти (в 1925 году Гинденбург был избран президентом Веймарской республики). Уже в 1926 году прусский ландтаг вернул Вильгельму его земельные владения, которых он лишился в ходе ноябрьской революции 1918 года. В 1931/1932 году принимал в своём имении Германа Геринга. Инвестировал в немецкую тяжёлую промышленность. За время пребывания династии Гогенцоллернов в эмиграции их состояние удвоилось благодаря этим вложениям. По официальным данным, состояние Гогенцоллернов составляло в 1933 году 18 млн, в 1939 году — 28 млн, а в 1942 году — 37 млн марок.
Ночь с 9 на 10 ноября 1938 года вошла в историю как Хрустальная ночь, в ходе которой по Германии прокатилась волна еврейских погромов. Вильгельм был потрясён случившимся. В своих воспоминаниях он отмечал:

Я довёл своё мнение до Ауви в присутствии его братьев. Но у него хватило наглости заявить, что он поддерживает случившееся и осознаёт, почему это произошло. А когда я сказал ему, что любой обычный человек считает подобное бандитизмом, он попросту проигнорировал меня. Он полностью потерян для нашей семьи. Впервые за долгое время мне стыдно, что я немец!

Также адъютант Зигфрид фон Ильземан записал следующие слова, произнесенные потрясенным экс-кайзером: «То, что происходит там, у нас дома, — это, конечно, скандальные вещи. Теперь самое время, чтобы армия подала свой голос; она и так уже на многое закрывала глаза… офицеры, кто постарше, да и вообще все приличные немцы должны выразить свой протест». Однако, поскольку мемуары адъютанта вышли из печати уже после Второй мировой войны, многие высказывают сомнения по поводу подлинности подобных слов. В декабре 1938 года Вильгельм II прошёлся резко по политике фюрера, обвинив его в пропаганде агрессии и насилия:

Этот человек одинок, у него нет ни семьи, ни детей, и он оторван от Бога […] Он создавал легионы, но не создал нацию. Нацию создают семьи, религии и традиции: создают сердца матерей, мудрость отцов, радость и взросление детей […] Несколько месяцев я верил в национал-социализм и думал, что этой лихорадкой надо переболеть. Я надеялся увидеть, что там остались ещё адекватные, мудрые и выдающиеся немцы. Но эти люди один за другим погибали либо же изгонялись […] Теперь у него только банда головорезов-рубашечников! Он мог приносить победы нашему народу каждый год, не принося при этом обилие славы или опасности. А он сотворил из немецкого народа — народа поэтов и музыкантов, художников и солдат — народ истериков и отшельников, собранных в свору, возглавляемую тысячей лжецов или фанатиков.

В апреле 1940 года после оккупации Дании король Великобритании Георг VI предложил Вильгельму политическое убежище в Лондоне. Император, однако, отклонил все предложения с предшествовавшей благодарностью, заявив, что он хочет остаться в Дорне из-за своей старости и готовности встретить там свою судьбу. В мае 1940 года, уже после оккупации самих Нидерландов, по приказу Адольфа Гитлера, всё имущество Гогенцоллернов, находящееся на территории Нидерландов, было национализировано, а сам Вильгельм фактически помещён под домашний арест (ему разрешалось удаляться не далее чем на 10 км от дома, и то лишь в сопровождении специально приставленных к нему под видом охраны агентов из Гестапо и ТПП).
В связи с падением Франции 24 июня 1940 года Вильгельм направил Адольфу Гитлеру поздравительную телеграмму. Однако, по словам очевидцев, Гитлер после её прочтения назвал Вильгельма «старым глупцом» и не удостоил бывшего императора ответом. В течение своего последнего года в Дорне Вильгельм считал, что Германия по-прежнему была страной монархии и христианства, в то время как Англия была страной классического либерализма и, следовательно, сатаны и антихриста. Он утверждал, что английская знать была «масонами, вполне заражёнными Иудой».

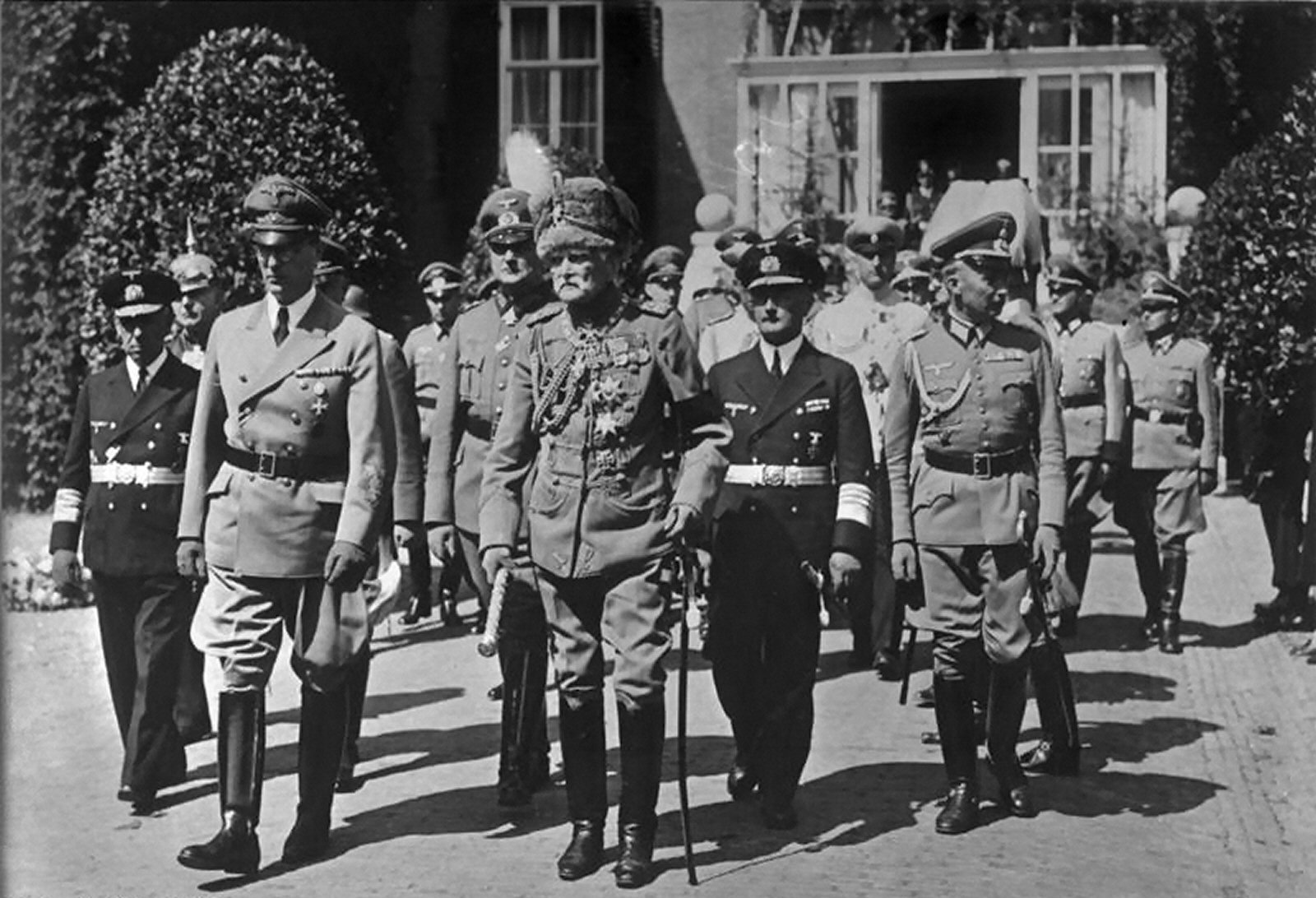
Похороны Вильгельма II

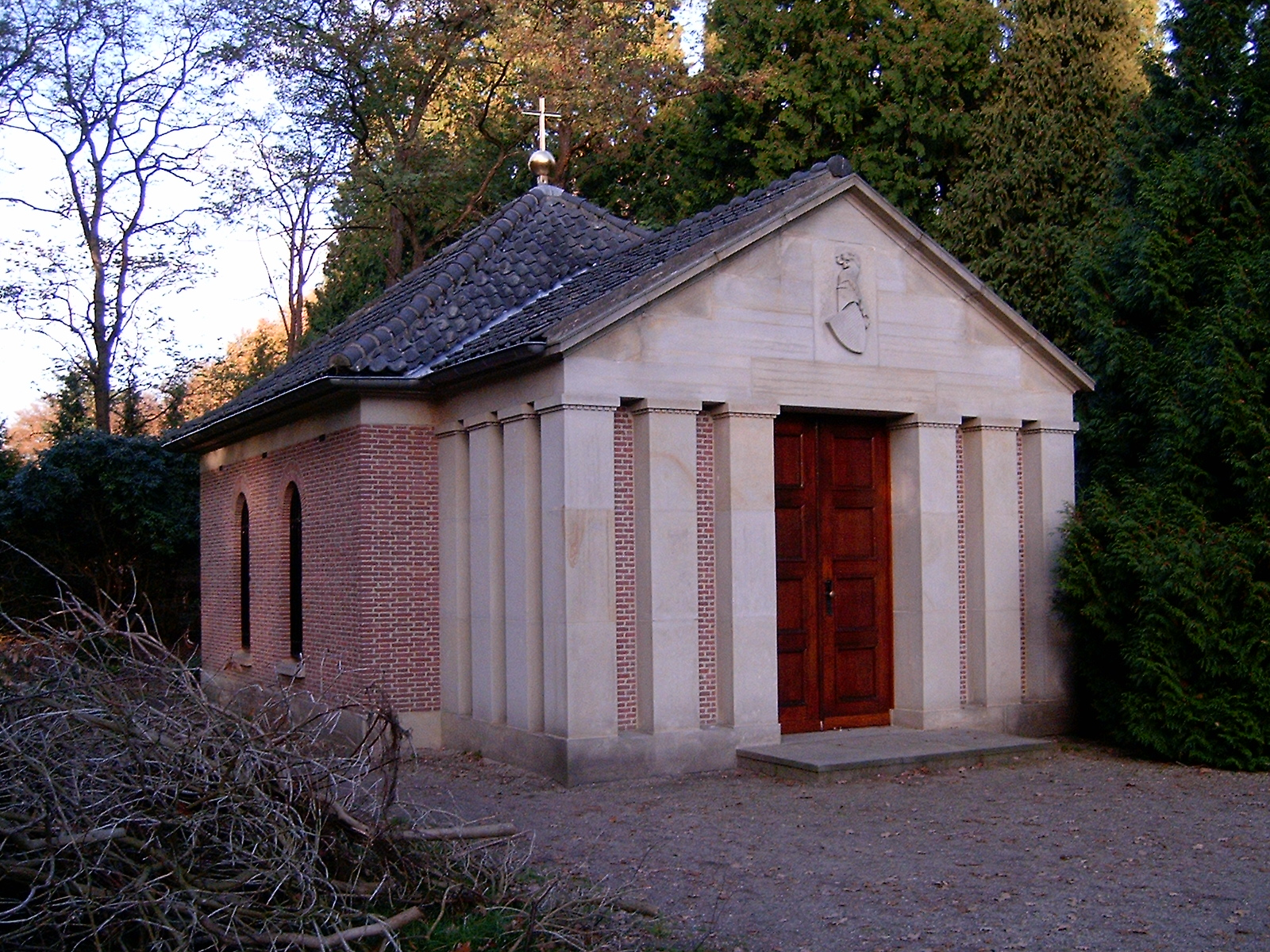
Мавзолей Вильгельма II

## Смерть и похороны
Вильгельм II умер в 12 часов 30 минут 4 июня 1941 года в усадьбе Дорн в возрасте 82 лет от тромбоэмболии лёгочной артерии. По словам очевидцев, последними словами бывшего императора были: «Не хвали меня, потому что мне не нужна хвала, не прославляй меня, ибо мне не нужна слава. Не суди меня, ибо я буду судим».
Когда о смерти Вильгельма II было сообщено Гитлеру, тот, несмотря на личную неприязнь к бывшему императору, приказал организовать ему государственные похороны с воинскими почестями, так как стремился продемонстрировать немцам, что Третий рейх является преемником Второго. Похороны прошли в Нидерландах с участием ряда бывших офицеров императорской армии, в том числе фельдмаршала Августа фон Макензена. Сам Гитлер на похороны не приехал. Делегацию официальных немецких властей по поручению фюрера возглавили Вильгельм Канарис, Курт Хаазе и Артур Зейсс-Инкварт.
Желание Вильгельма, чтобы на похоронах не использовалась свастика и другая нацистская символика, не было услышано: они были представлены на фото его похорон. Он был похоронен в мавзолее на территории Дорна, который с тех пор стал местом паломничества немецких монархистов. Многие из них собираются здесь каждый год в годовщину его смерти, чтобы отдать дань уважения последнему немецкому императору. После смерти императора Дорн и место его погребения охранял немецкий почётный караул.

## Оценка в истории
Три тенденции характеризуют отношения о Вильгельме. Первые, вдохновлённые его сторонники, считали его мучеником и героем, часто принимая доказательства, приведенные в собственных мемуарах кайзера. Вторые считали Вильгельма совершенно неспособным справиться с огромной ответственностью своего положения, называли его слишком безрассудным, чтобы иметь дело с властью. Более поздние историки стремились изобразить Вильгельма и его правление в нейтральных красках.
8 июня 1913 года, за год до начала Великой войны, «Нью-Йорк Таймс» опубликовала специальное приложение, посвящённое 25-й годовщине вступления кайзера. Заголовок баннера гласил: «Кайзер, 25-летний правитель, провозглашён главным миротворцем». Прилагаемая история назвала его «величайшим фактором мира, который может показать наше время», и приписала Вильгельму частое спасение Европы от войны. До конца 1950-х годов большинство историков изображало кайзера человеком значительного влияния. Частично это было обманом немецких чиновников. Например, президент Теодор Рузвельт полагал, что кайзер контролировал внешнюю политику Германии, потому что Герман Шпек фон Штернбург, посол Германии в Вашингтоне и личный друг Рузвельта, представили президенту послания канцлера фон Бюлова в качестве посланий кайзера. Позже историки приуменьшили его роль, утверждая, что высокопоставленные чиновники научились обходить его стороной.

## Воинские звания

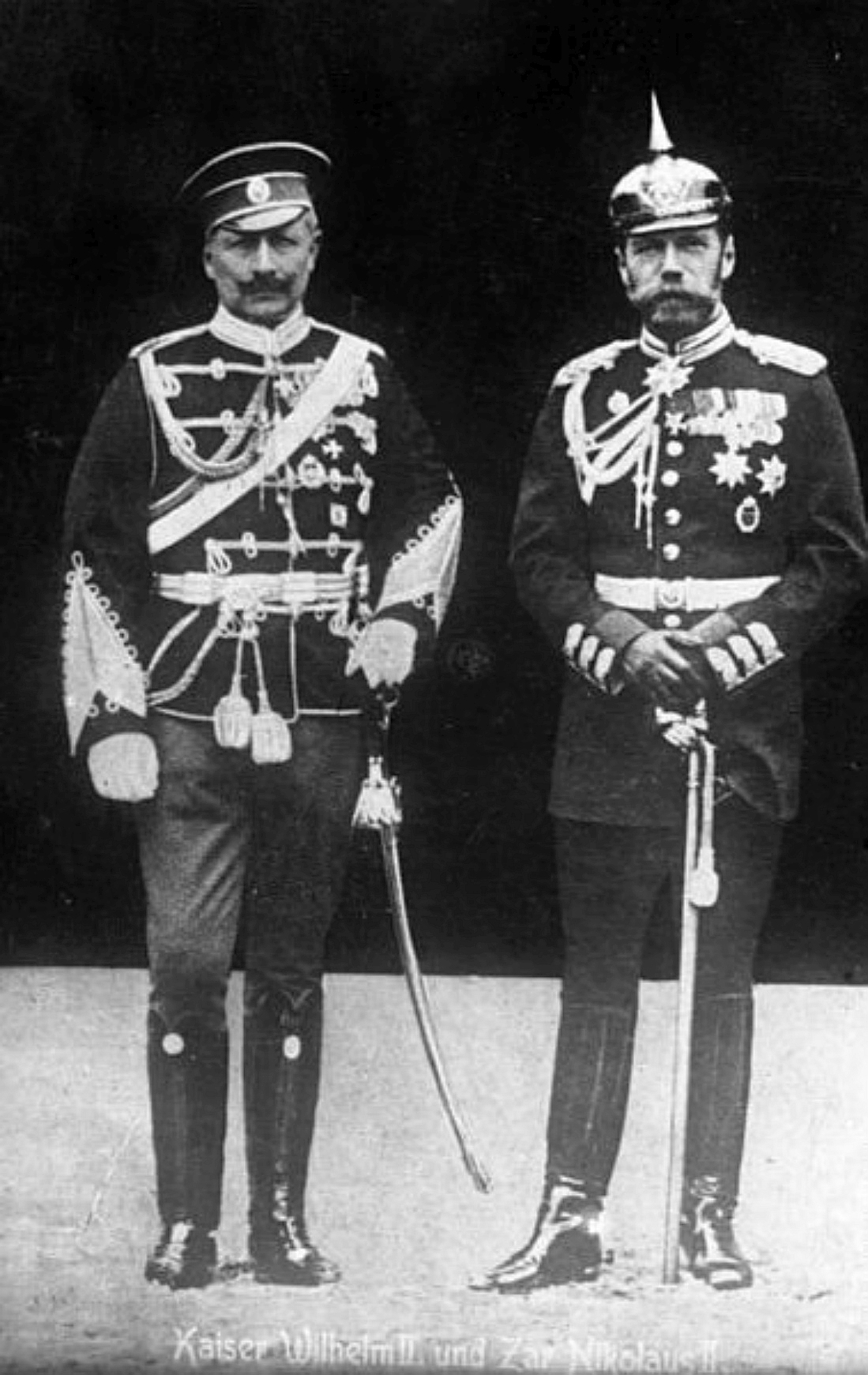
Фотография Вильгельма II в форме русского лейб-гвардии Гродненского гусарского полка и российского императора Николая II в форме прусского 1-го гвардейского гренадерского полка Императора Александра (1905)

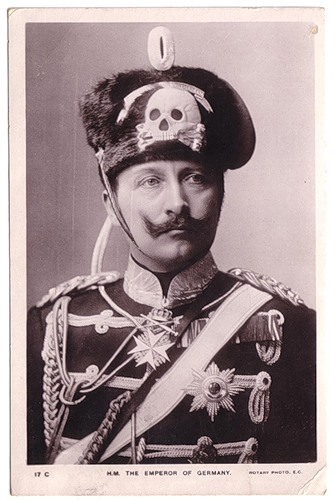
Вильгельм II в форме гусара смерти

- Прусский генерал-фельдмаршал (3 мая 1900)
- Прусский гросс-адмирал (3 мая 1900)
- Баварский генерал-фельдмаршал (27 июля 1915)
- Русский адмирал (7 августа 1897)
- Английский адмирал флота (2 августа 1889)
- Австрийский гросс-адмирал (1917)
- Австрийский фельдмаршал (4 мая 1900)
- Английский фельдмаршал (27 января 1901)
- Шведский адмирал (30 августа 1888)
- Датский адмирал (2 апреля 1903)
- Испанский генерал-капитан (28 декабря 1904)
- Греческий адмирал (12 апреля 1905)
- Датский генерал (май 1908)
- Шведский генерал (1 мая 1908)
- Болгарский маршал (1916)
- Турецкий мушир (маршал) (16 октября 1917)

### Вильгельм II — шеф русских полков
За несколько лет до начала Первой мировой войны, будучи шефом русского 13-го гусарского Нарвского полка, Вильгельм посетил подшефный полк. Объезжая строй гусар, германский император спросил, за что полку был пожалован Георгиевский штандарт. Прозвучал чёткий ответ: «За взятие Берлина, Ваше Величество». Кайзер ответил: «Это очень хорошо, но всё же лучше никогда больше этого не повторять!».
85-й пехотный Выборгский Его Императорского и Королевского Величества Императора Германского, Короля Прусского Вильгельма II полк имел также 2 серебряных трубы с надписью «За взятие Берлина, 1760 год».

## Вильгельм II как личность

### Личные качества
Одной из самых ярких особенностей характера германского императора являлась его страсть произносить экспромтом речи. Говорил он сжато, отрывисто, определённо, более заботясь о том, что сказать, нежели о том, как это будет сказано. Иногда, из-за поспешности его речи могли принимать двусмысленный характер, это и следует считать главным недостатком Вильгельма как оратора. Нетерпеливый и энергичный, он относился довольно равнодушно к мнениям «толпы». Твёрдо убеждённый в своём божественном призвании, он был исполнен решимости выполнять свою волю, подавляя всякое сопротивление, откуда бы оно ни исходило. В частной жизни он отличался простотой и умеренностью, но в торжественных случаях выказывал любовь к роскоши и блеску, совершенно не соответствующую традициям его предков, которые всегда отличались бережливостью, доходившей почти до скупости.

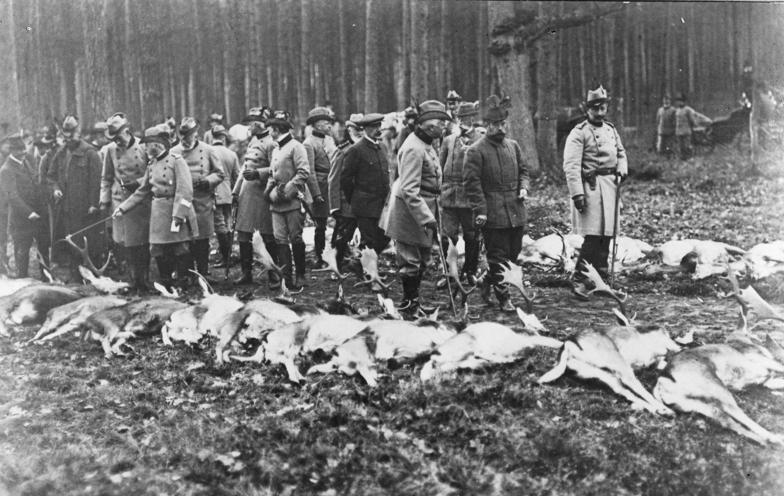
Кайзер Вильгельм и император Николай II на охоте

При выборе вариантов действий в политических событиях Вильгельм всегда отдавал предпочтение самому крайнему варианту действий, если только ему лично это не создавало опасности: в таком случае, даже при самой незначительной опасности, он отказывался от любых действий. Поразительный пример этой склонности характера — отказ от встречи с малолетним сыном, больным пневмонией. Другой пример — отказ от престола и бегство в нейтральную Голландию при первой угрозе вооруженного нападения на императорскую военную ставку в ноябре 1918 года, хотя до того более месяца с 5 октября 1918 года он отказывался от отречения.
Бернгард фон Бюлов писал о Вильгельме так:

Вильгельм II был тщеславен, он любил дешевую славу. Он всегда хотел стоять на авансцене… Вильгельм II любил пышность, он, как я уже говорил, носил столько орденов, сколько их можно было навесить. Его самочувствие улучшалось, если он мог взять в руку фельдмаршальский жезл или адмиральскую подзорную трубу на борту корабля, которая на воде заменяла фельдмаршальский жезл…

### Интересы
До своего вступления на престол особого интереса к какой-либо серьёзной работе не проявлял. Больше всего увлекался охотой, его любимыми охотничьими собаками были короткошёрстные таксы. На рубеже веков начал проявлять большой интерес к античной культуре, раскопкам и всевозможным историческим исследованиям. Вильгельм был известен своей любовью к морю и морским путешествиям. Его ежегодные морские путешествия к берегам Норвегии стали одной из традиций дома Гогенцоллернов. В изгнании обнаружилась также его любовь к рубке деревьев. Только за одну неделю декабря 1926 года 67-летний Вильгельм по собственным подсчётам уничтожил 2590 деревьев. Таким образом он должен был срубать по 1 дереву каждые 4 минуты, на протяжении 7 суток подряд, без перерыва на сон, отдых и еду.

### Вероисповедание
Император Вильгельм II был лютеранским членом Евангелической государственной церкви старых провинций Пруссии. Это была объединённая протестантская конфессия, объединяющая реформатских и лютеранских верующих.

### Отношение к исламу

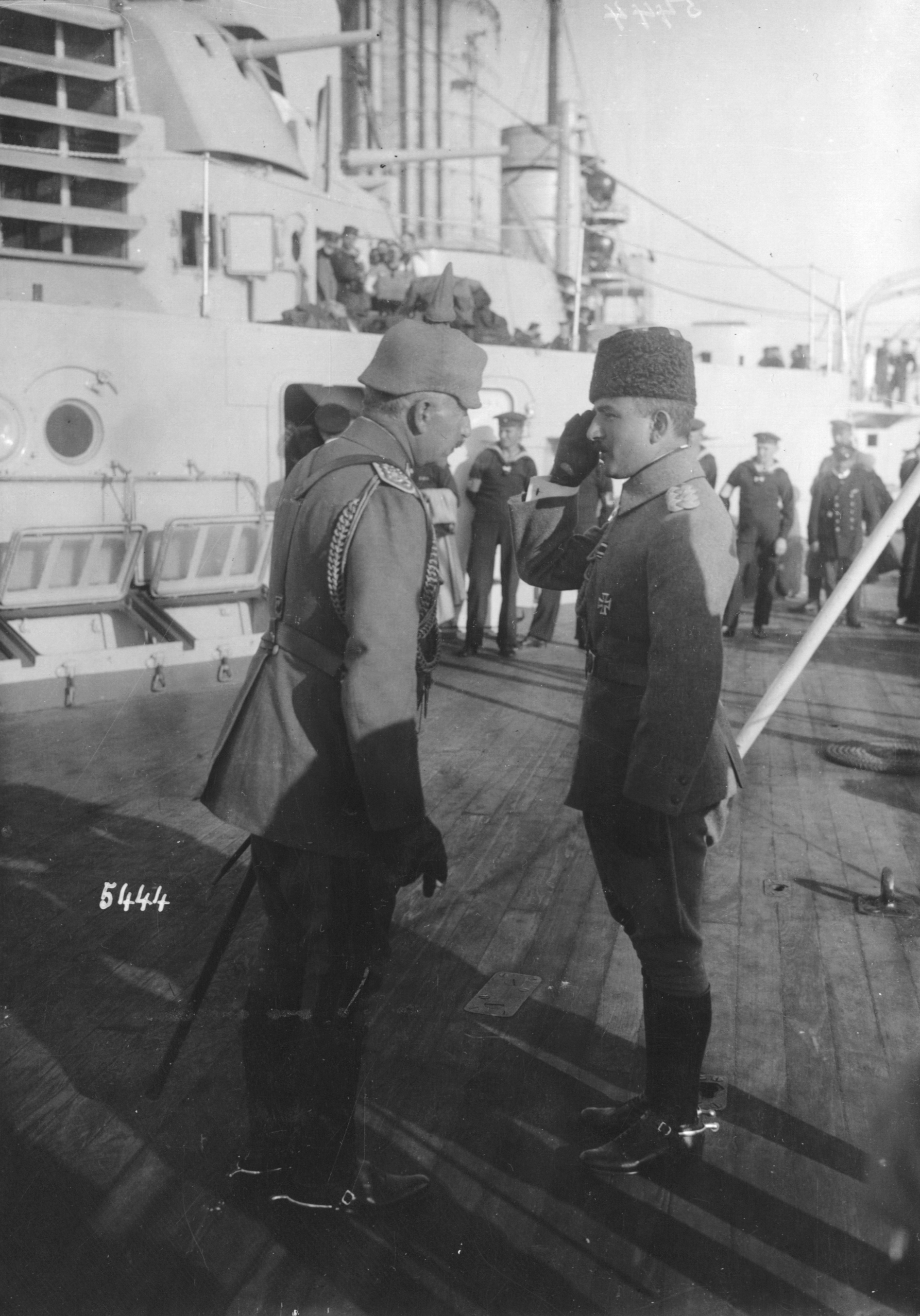
Вильгельм II и Энвер-паша, один из глав Младотурецкого триумвирата. Октябрь 1917 года.

Вильгельм II дружил с мусульманским миром. Он назвал себя «другом 300 миллионов магометян». После его поездки в Константинополь (который он посетил три раза — рекорд для любого европейского монарха) в 1898 году, Вильгельм II написал царю Николаю II: «Если бы я пришёл туда вообще без религии, я бы наверняка превратился в мусульманина!».

### Взгляды на нацизм
В начале 1930-х годов Вильгельм, очевидно, надеялся, что успехи НСДАП будут стимулировать интерес к восстановлению монархии с его старшим внуком в качестве четвёртого кайзера. Его вторая жена, Эрмин, активно ходатайствовала перед нацистским правительством от имени своего мужа. Однако Адольф Гитлер, будучи ветераном Первой мировой войны, как и другие ведущие нацисты, не чувствовал ничего, кроме презрения к человеку, которого они обвиняли в величайшем поражении Германии. Бывший кайзер принимал Германа Геринга в Дорне по крайней мере один раз.
После победы Германии над Польшей в сентябре 1939 года адъютант Вильгельма генерал фон Доммес написал от своего имени Гитлеру, заявив, что Дом Гогенцоллернов «остаётся лояльным», и отметил, что девять прусских князей (один сын и восемь внуков) находились на фронте, заключив, что «из-за особых обстоятельств, которые требуют проживания в нейтральной иностранной стране, Его Величество должен лично отказаться от вышеупомянутых комментариев. Поэтому император обвинил меня в том, что я сделал сообщение». Вильгельм бурно восхищался успехом, которого Гитлер смог достичь в первые месяцы Второй мировой войны, и лично послал поздравительную телеграмму, когда Нидерланды сдались в мае 1940 года: «Мой фюрер, я поздравляю вас и надеюсь, что под вашим чудесным руководством Немецкая монархия будет полностью восстановлена». По некоторым сообщениям, Гитлер был раздражен и смущён и сказал Линге, своему камердинеру: «Какой идиот!». В другой телеграмме Гитлеру о падении Парижа месяцем позже Вильгельм заявил: «Поздравляю, вы выиграли, используя мои войска». Тем не менее после немецкого завоевания Нидерландов в 1940 году, стареющий Вильгельм полностью отошёл от общественной жизни.

## Книги

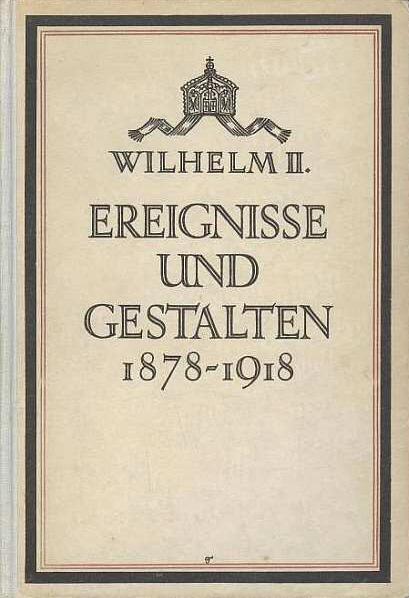
Обложка книги «События и люди 1878—1918»

### Мемуары
- Aus meinem Leben. 1859—1888, K. F. Koehler, Leipzig 1926.

Эта книга переведена на русский язык, и в 1930-е годы была издана в СССР. Русское название — «Из моей жизни».
- Ereignisse und Gestalten aus den Jahren 1878—1918, K. F. Koehler, Leipzig und Berlin 1922.

Эта книга в 1923 году была переведена на русский язык: Вильгельм II. Мемуары. События и люди. 1878—1918; пер. с нем. Д. В. Триуса; предисл. А. В. Луначарского. М.; Пг.: Л. Д. Френкель, 1923. В 2003 году была переиздана в Минске издательством «Харвест». Русское название — «События и люди 1878—1918». Эта же книга является наиболее известной книгой императора.
- Erinnerungen an Korfu, Walter de Gruyter, Berlin 1924.

Воспоминания императора об археологических раскопках на острове Корфу. На русский язык не переводились.

### Исторические работы
- Vergleichende Geschichtstabellen von 1878 bis zum Kriegsausbruch 1914, K. F. Koehler, Leipzig 1921.
- Meine Vorfahren, Verlag für Kulturpolitik, Berlin 1929.

### Культурологические работы
- Das Wesen der Kultur. Vortrag Seiner Majestät des Kaisers Wilhelm II. nach einer von Leo Frobenius für Seine Majestät verfassten vorläufigen Skizze, Privatdruck, Berlin 1931.

Размышления императора о сущности цивилизационной культуры. На русский язык книга не переводилась.
- Die chinesische Monade, ihre Geschichte und ihre Deutung, K. F. Koehler, Leipzig 1934.

Работа, посвящённая китайской истории. На русский язык книга не переводилась.
- Studien zur Gorgo, Walter de Gruyter, Berlin 1936.

Работа посвящена древней Спарте. На русский язык не переводилась.
- Das Königtum im alten Mesopotamien, Walter de Gruyter, Berlin 1938.

Работа посвящена древним месопотамским цивилизациям. На русский язык книга не переводилась.
- Ursprung und Anwendung des Baldachins, A. de Lange, Amsterdam 1939.

Работа, посвящённая истории использования балдахина. На русский язык книга не переводилась.

## Семья

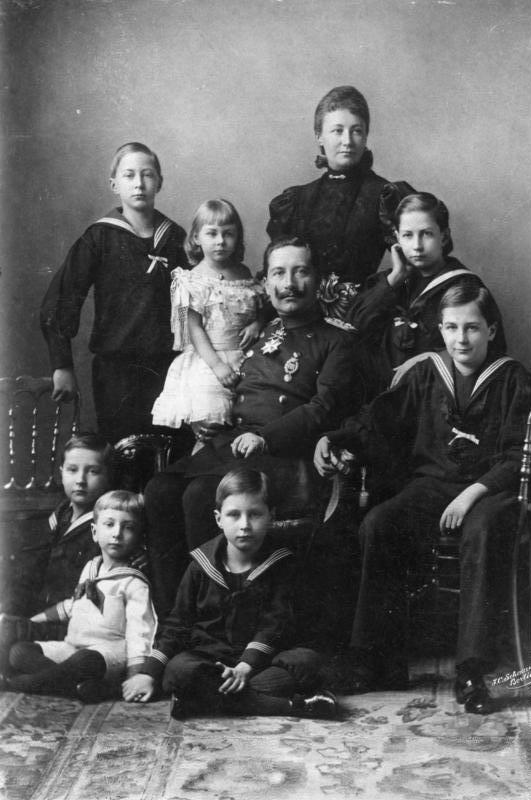
Император с семьёй, 1896 год

### Жена и дети
В 1881 году Вильгельм II женился на Августе Виктории Шлезвиг-Гольштейн-Зондербург-Августенбургской (1858—1921). У них родились дети:
- Вильгельм (1882—1951), в 1905 году женился на герцогине Цецилии Мекленбург-Шверинской (1886—1954)
- Эйтель Фридрих (1883—1942), в 1906—1926 годах женат на герцогине Софии Шарлотте Ольденбургской (1879—1964)
- Адальберт (1884—1948), в 1914 году женился на принцессе Аделаиде Саксен-Мейнингенской (1891—1971)
- Август Вильгельм (1887—1949), в 1908—1920 годах в браке с принцессой Александрой Шлезвиг-Гольштейн-Зонденбург-Глюксбургской (1887—1957)
- Оскар (1888—1958), в 1914 году женился на графине Инне Марии фон Бассевиц (1888—1973)
- Иоахим (1890—1920), в 1916 году женился на принцессе Марии Августе Ангальтской (1898—1983)
- Виктория Луиза (1892—1980), в 1913 году вышла замуж за герцога Эрнста Августа Брауншвейг-Люнебургского (1887—1953)

Августа Виктория умерла в 1921 году. После этого Вильгельм женился на принцессе Гермине Рейсской, вдове силезского князя Шёнайх-Каролата (умерла в 1947 г.), потомства не было.

## Образы в кино

### Художественные фильмы
- 1917 — «Падение Романовых» (США); Жорж Денёбур[англ.] сыграл Вильгельма II
- 1918 — «Облигация» и «На плечо!» Чарли Чаплина; Сидни Чаплин сыграл Вильгельма II.
- 1918 — «Кайзер, зверь Берлина» (США); Руперт Джулиан сыграл Вильгельма II.
- 1974 — «Падение орлов» (Великобритания); в роли Вильгельма II — Барри Фостер.
- 1987 — «Магнат» (Польша); Альфред Струве сыграл Вильгельма.
- 1988 — «Прошедшее вернуть» (СССР); Борис Мирус сыграл императора.
- 2003 — «Потерянный принц» (Великобритания); Дэвид Баррасс сыграл Вильгельма.
- 2006 — «Кронпринц Рудольф» (Австрия, Франция, Германия, Италия); Роберт Штадлобер сыграл молодого наследного принца Вильгельма и друга Рудольфа, наследного принца Австрии.
- 2008 — «Красный Барон» (Германия); Ладислав Фрей сыграл Вильгельма.
- 2016 — «Исключение» (Великобритания, США); Кристофер Пламмер сыграл Вильгельма II.
- 2017 — «Троцкий» — Андрей Зибров сыграл эпизодическую роль Вильгельма II (6 серия).
- 2017 — «Права на престол Абдулхамид» (Турция); Ахмет Сомерс сыграл Вильгельма II.
- 2021 — «King’s Man: Начало» (Великобритания, США) — Том Холландер (он же сыграл Георга V и Николая II)[34]

### Документальные фильмы
- 2007 — «Вильгельм II — Последние дни немецкой монархии» (Германия, Бельгия).
- 2013 — серия «Королева Виктория и искалеченный кайзер» (Queen Victoria and the Crippled Kaiser) в документальном сериале «Secret History[англ.]» (Великобритания)[35].

### Видеоматериалы
- Свадьба принцессы Виктории Луизы с ганноверским принцем Эрнстом Августом третьим, 1913 год. на YouTube
- Кайзер Вильгельм посещает детский дом в Альбеке, 1913 год; Кайзер Вильгельм и Гельмут фон Мольтке инспектируют швейцарские войска на швейцарских маневрах 1912 года. на YouTube
- Кайзер Вильгельм с сыновьями. на YouTube
- Кайзер Вильгельм. Мгновения XX века. на YouTube